# Sant Josep de Can Serra del Turonell
Sant Josep de Can Serra del Turonell és una església d'Osor (Selva) inclosa a l'Inventari del Patrimoni Arquitectònic de Catalunya.

## Descripció
És un conjunt d'edificis aïllats format per un mas original, la capella i diverses estructures properes com magatzems, pallisses i quadres. El mas està situat prop de la carena, entre els pics de Sant Gregori i del Puig d'Afrou.
La construcció és feta de pedra sense desbastar, a excepció de les cantoneres i marcs d'obertures, troços de rajola i arrebossat exterior, actualment molt deteriorat i desaparegut parcialment.
Pel que fa a la capella, és un edifici de planta rectangular adossat a una altra edifici, actualment ensorrat. El sostre encara es manté en peu. Està cobert a doble vessant a façana i conserva un campanar de cadireta fet de maons. Presenta un ràfec de tres fileres de rajola plana, una d'elles amb forma de dent de diamant.
La façana, coberta en bona part per les heures, consta d'una porta d'arc rebaixat emmarcada de pedra, d'una finestreta a banda i banda de la porta i un òcul de dues peces sobre la porta, també emmarcats de pedra. La porta principal té una llinda de pedra diferent a la dels brancals i tres fileres de rajola com a arcs de descàrrega protectors de la llinda. A la llinda, formada per tres blocs de pedra calcària blanquinosa, hi ha gravada la llegenda següent: "HECHA POR J. S. DE T. (Josep Serra de Turonell) 1816. Y REEDIFICADA POR F. M. S. DE T. (? Serra de Turonell) 1901".
Els interiors de la capella són arrebossats de calç, amb diverses motllures i trams. La coberta interior és de mig punt, en dos trams.
Pel que fa al mas, també enrunat, conserva només les parets mestres. Els marcs de les obertures, aparentment un finestral i una porta adovellada de mig punt, han estat substrets. Es conserva parcialment un antic rellotge de sol a la façana de migdia.

## Història
Sant Josep del mas Serra de Turonell, era una antiga capella privada, construïda a principis del segle xix (1816) i restaurada a principis del XX (1901). Aquesta capella formava part del mas de Can Serra de Turonell, un antic mas anomenat Turonell (Torondello) i documentat des del segle X (933). Al segle xiv ja està documentat com a Serra de Turonell.
Actualment és propietat de la família Antentas i està en un estat ruïnós. Està abandonada, no té porta, la vegetació se la menja, i no ha rebut cap mesura de protecció ni senyalització. Cal assenyalar però, que son moltes les antigues masies situades actualment a llocs inhòspits i de difícil accés, que estan en avançat procés d'enrunament i desprotecció als termes d'Osor i en general a tota la part muntanyosa, i no només a la comarca de la Selva.
Existeixen capelles particulars, a part de la del mas de Serra, a d'altres masos d'Osor, com el mas Carbonell (Sant Francesc d'Assís), el mas Baier (Nostra senyora del Carme), i mas Romagueres i el mas de la Grevolosa (Nostra senyora del Roser).